# Liste der Baudenkmale in Pasewalk
In der Liste der Baudenkmale in Pasewalk sind alle denkmalgeschützten Bauten der vorpommerschen Stadt Pasewalk und ihrer Ortsteile aufgelistet. Grundlage ist die Veröffentlichung der Denkmalliste des Kreises Uecker-Randow mit dem Stand vom 1. Februar 1996.
(HINWEIS: Die unten in der Tabelle aufgeführten Straßennamen und Hausnummern, in der sich die Gebäude und verschiedenen Objekte befinden, sind zu einem größeren Teil durch Straßenumbenennungen und der Vergabe neuer Hausnummern nach 1996 mit heutigem Stand von 2014 nicht mehr aktuell! Die mit heutigem Stand von 2014 aktuellen Straßennamen und Hausnummern sind, soweit bekannt, in Klammern unter die alten Angaben gesetzt worden, sofern diese nicht mehr aktuell sind.)

## Baudenkmale nach Ortsteilen

### Pasewalk
| ID | Lage                                                             | Bezeichnung | Beschreibung | Bild                                                                                              |
| -- | ---------------------------------------------------------------- | --- | --- | ------------------------------------------------------------------------------------------------- |
|    | Am Bollwerk                                                      | Speicher der ehem. Flockenfabrik | |                                                                                                   |
|    | Am Markt 1 (Karte)                                               | Verwaltungsgebäude (Landratsamt) | Ursprünglich als neues Rathaus der Stadt Pasewalk geplant. 1951/52 aber als Sitz des Rates des Kreises Pasewalk erbaut. Von 1994 bis 1998 Sitz des Landkreises Uecker-Randow. Nach 1998 zu einem Wohn- und Geschäftsgebäude umgebaut. | Verwaltungsgebäude (Landratsamt)                                                                  |
|    | Am Markt 11 (Karte)                                              | rechte und linke Eingangstür | | rechte und linke Eingangstür                                                                      |
|    | Am Markt 12 (Karte)                                              | Wohnhaus | | Wohnhaus                                                                                          |
|    | Am Markt (Karte)                                                 | Ernst-Thälmann-Denkmal | In den 1990er Jahren demontiert. Heute im Museumsdepot in der Grabenstraße eingelagert. Ehemaliger Standort heute mit niedriger Hecke umgeben und von einem Baum markiert. | Ernst-Thälmann-Denkmal                                                                            |
|    | Am Sportplatz (Karte)                                            | Ehrenmal für die Gefallenen 1914/1918 | Errichtet 1932 auf einer Anhöhe in Form eines frühgeschichtlichen Hünengrabes in der Nähe des Sportfeldes des „Pasewalker Turn- und Sportvereins“ (heute Sportplatz in den Anlagen). Das Ehrenmal ist heute von Sportplätzen und Gebäuden umbaut und befindet sich auf einem Privatgrundstück, wo es von einem Spielplatz und Bäumen dicht umstanden ist. Es ist ausgeschildert aber öffentlich nicht zugänglich. |                                                                                                   |
|    | Bahnhofstraße 1, 1a, 2, 2a und 3 (Karte)                         | Bahnhof mit Nebengebäude, Güterabfertigungsgebäude, zwei Wassertürmen und vier Bahnharbeiterhäusern | Bahnhofsgebäude erbaut 1862 im normannischen Kastellstil. 1967 in deutlich einfachere Architekturformen umgestaltet u. a. durch Abriss der stilisierten Kastelltürmchen auf den Dachecken und der Verputzung des Backsteinbaus. | Weitere Bilder                                                                                    |
|    | Bahnhofstraße 8/9 (Karte)                                        | Wohnhaus | | Wohnhaus                                                                                          |
|    | Baustraße (Karte)                                                | Straßenpflaster im Bereich zwischen Mühlenstraße und Grabenstraße | |                                                                                                   |
|    | Baustraße 5 (Karte)                                              | Jagdschlösschen | Das Jagdschlösschen ist ein Renaissancegebäude aus dem 16. Jahrhundert, welches den Pommerschen Herzögen als Jagdhaus diente. Es wird im 21. Jahrhundert als Sitz der Propstei Pasewalk genutzt. | Jagdschlösschen                                                                                   |
|    | Baustraße 31 (Karte)                                             | Wohnhaus | |                                                                                                   |
|    | Baustraße 33 (Karte)                                             | Wohnhaus | |                                                                                                   |
|    | Baustraße 34 (Karte)                                             | Wohnhaus | |                                                                                                   |
|    | Baustraße 35 (Karte)                                             | Wohnhaus | |                                                                                                   |
|    | Baustraße 36/37 (Karte)                                          | Wohnhaus | |                                                                                                   |
|    | Baustraße 38 (Karte)                                             | Wohnhaus | |                                                                                                   |
|    | Baustraße 46 (Karte)                                             | Wohnhaus | |                                                                                                   |
|    | Baustraße 47 (Karte)                                             | Wohnhaus | |                                                                                                   |
|    | Baustraße/Klosterstraße (Karte)                                  | Schule | Vor 1945 Allgemeine Mädchenschule. Zu DDR-Zeiten Polytechnische Oberschule (POS) und 1979 in POS „Max Leu“ benannt. | Schule                                                                                            |
|    | Baustraße/Schulstraße (Karte)                                    | Schule | Erbaut durch „Die Stadt Pasewalk Ann. Dom. 1865. Zur Unterweisung der Jugend“ (Inschrift Gedenktafel). Heute ist das Schulgebäude in der Baustraße eine Außenstelle der in der Pestalozzistraße 26 in der Oststadt befindlichen Grundschule „Ueckertal“. | Schule                                                                                            |
|    | Dargitzer Straße                                                 | Kastanienallee mit Pflasterung und Sommerweg | |                                                                                                   |
|    | (Karte)                                                          | Friedhof, alter, mit Denkmal des Kürassier-Regiments und Friedhofsmauer | Das am 11. Juli 1922 eingeweihte Kürassier-Denkmal erinnert an die im Ersten Weltkrieg Gefallenen „Königin-Kürassiere“ des Kürassier-Regiments „Königin“ (Pommersches) Nr. 2. | Friedhof, alter, mit Denkmal des Kürassier-Regiments und Friedhofsmauer                           |
|    | (Karte)                                                          | Jüdischer Friedhof (Löcknitzer Straße) mit Friedhofsmauer | Angelegt 1859 zusammen mit einer kleinen Friedhofskapelle. Beim Novemberpogrom 1938 geschändet und Friedhofskapelle sowie die Synagoge in der Grabenstraße niedergebrannt und zerstört. 1950 Errichtung eines Gedenksteines auf dem Gelände des ehemaligen Friedhofs. Wiederherrichtung des Friedhofs 1988 durch eine Friedhofsmauer und der Anbringung von vier erhalten gebliebenen Grabsteinplatten. 1997 Anbringung einer Gedenktafel mit historischen Daten zum Friedhof. | Jüdischer Friedhof (Löcknitzer Straße) mit Friedhofsmauer                                         |
|    | (Karte)                                                          | Friedhof, Neuer (Stettiner Chaussee) mit Portal, Kapelle und Pumpe | |                                                                                                   |
|    | Gartenstraße 7 (Karte)                                           | Wohnhaus | |                                                                                                   |
|    | Gartenstraße 8 (Karte)                                           | Wohnhaus | |                                                                                                   |
|    | Gartenstraße 9 (Karte)                                           | Wohnhaus | |                                                                                                   |
|    | Gartenstraße 10 (Karte)                                          | Wohnhaus | |                                                                                                   |
|    | Gartenstraße 11 (Karte)                                          | Wohnhaus | |                                                                                                   |
|    | Gartenstraße 46 (Karte)                                          | Wohnhaus | |                                                                                                   |
|    | Große Kirchenstraße 4 (Karte)                                    | Wohnhaus | |                                                                                                   |
|    | Große Kirchenstraße 8 (Karte)                                    | Wohnhaus | |                                                                                                   |
|    | Große Kirchenstraße 10 (Karte)                                   | Wohnhaus | |                                                                                                   |
|    | Große Kirchenstraße 11 (Karte)                                   | Wohnhaus | |                                                                                                   |
|    | Große Kirchenstraße 12 (Karte)                                   | Wohnhaus und Stall mit Relief | |                                                                                                   |
|    | Große Kirchenstraße 13 (Karte)                                   | Wohnhaus | |                                                                                                   |
|    | Große Kirchenstraße 14 (Karte)                                   | Wohnhaus | |                                                                                                   |
|    | Große Kirchenstraße 15 (Karte)                                   | Wohnhaus | |                                                                                                   |
|    | Große Kirchenstraße 16 (Karte)                                   | Wohnhaus | |                                                                                                   |
|    | Große Kirchenstraße 17 (Karte)                                   | Elendshaus | Das vermutlich um 1350 errichtete Gebäude diente zunächst als Herberge für Pilger. Nach der Reformation löste man die Stiftung auf und es diente als Wohnung für den Totengräber und Kirchendiener der Stadt. Im 21. Jahrhundert nutzt die Gemeinde das Haus als Verwaltungsgebäude. | Elendshaus                                                                                        |
|    | Große Kirchenstraße (heute: Große Kirchenstraße 18) (Karte)      | Kino | Erbaut 1955 bis 1957 als Filmtheater Maxim Gorki. Nach 1990 Umbau zu einem Geschäftsgebäude mit Supermarkt und kleinen Läden und Verlegung des Kinosaals in das Obergeschoss. Um 2008 Einstellung des Kinobetriebs. | Kino                                                                                              |
|    | Grünstraße 10 (heute: Grünstraße 63) (Karte)                     | Schule und Turnhalle | Schulgebäude erbaut 1905 als höhere Mädchenschule. 1908 Einzug des Gymnasiums und 1909 Bau der Turnhalle sowie 1910 eines ersten Anbaus. Zu DDR-Zeiten Umwandlung und Benennung der Schule in Erweiterte Oberschule (EOS) „Willi Sänger“. Nach 1990 Benennung als „Gymnasium Pasewalk“ und 1997 Fertigstellung eines dritten Anbaus. 1999 Benennung in „Oskar-Picht-Gymnasium Pasewalk“ und 200X Verleihung des Titels einer Europaschule. | Schule und Turnhalle                                                                              |
|    | Grünstraße 11a (heute: Grünstraße 61) (Karte)                    | Gericht mit Gefängnistrakt | Erbaut 1905. | Gericht mit Gefängnistrakt                                                                        |
|    | Grünstraße 12 (heute: Grünstraße 59) (Karte)                     | Wohnhaus („Alte Post“) | Erbaut 1745 in Fachwerkbauweise als Montierungsgebäude zur Lagerung von militärischen Ausrüstungsgegenständen und Uniformen (Monturen) der Garnison. Stark baufälliges Gebäude 1817 repariert und 1883 durch die Garnison an Privatperson verkauft. Von 1980 bis 1990 Sitz der Kreis- und Stadtbibliothek Pasewalk. Umfassende Sanierung von 1991 bis 1997, seitdem erneut Sitz der Stadtbibliothek Pasewalk. | Wohnhaus („Alte Post“)                                                                            |
|    | Grünstraße 19 (Karte)                                            | Wohnhaus | |                                                                                                   |
|    | Grünstraße 26 (Karte)                                            | Wohnhaus mit Stall (an der Bergstraße) | |                                                                                                   |
|    | Grünstraße 27 (Karte)                                            | Wohnhaus | |                                                                                                   |
|    | Grünstraße 28 (Karte)                                            | Wohnhaus | |                                                                                                   |
|    | Grünstraße 31 (Karte)                                            | Wohnhaus | |                                                                                                   |
|    | Grünstraße 35 (Karte)                                            | Wohnhaus | |                                                                                                   |
|    | Grünstraße 33 (heute: Grünstraße 1) (Karte)                      | Wohnhaus mit Stall | | Wohnhaus mit Stall                                                                                |
|    | Haußmannstraße 1 (heute: Haußmannstraße 85) (Karte)              | Rathaus | Erbaut 1928 als Finanzamt der Stadt. Seit 1945 Rathaus der Stadt Pasewalk. | Rathaus                                                                                           |
|    | Haußmannstraße 2 (Karte)                                         | Wohnhaus | |                                                                                                   |
|    | Haußmannstraße 6/7 (Karte)                                       | Wohnhaus | |                                                                                                   |
|    | Haußmannstraße 7a (Karte)                                        | Wohnhaus | |                                                                                                   |
|    | Haußmannstraße 9a                                                | Wohnhaus | |                                                                                                   |
|    | Haußmannstraße (Karte)                                           | Gedenkstätte („Leninhain“) | Baubeginn 1970 zum 100. Geburtstag von W.I. Lenin als Ehrenhain mit einer Grabanlage für gefallene sowjetische Soldaten sowie einer Friedenssäule verbunden mit einer roten Gedenkwand mit Häftlingswinkel für die Opfer des Faschismus und einem Sowjetstern für die sowjetischen Befreier und die deutsch-sowjetische Freundschaft. | Gedenkstätte („Leninhain“)                                                                        |
|    | Haußmannstraße/Mühlenstraße (Karte)                              | Denkmal für Paul Behrendt | Errichtet 1956 in Erinnerung an den von den Nationalsozialisten verfolgten jüdischen Stadtrat und Unternehmer Paul Behrendt (1860–1939) und seiner Familie, auf dem Gelände seiner bereits 1872 gegründeten Maschinenfabrik und Eisengießerei in der Haußmannstraße. | Denkmal für Paul Behrendt                                                                         |
|    | Kalandstraße 7 (Karte)                                           | Haustür mit Oberlicht und Keller mit Zugang | |                                                                                                   |
|    | (Karte)                                                          | Kirche St. Marien | Die dreischiffige Hallenkirche stammt aus dem 14. Jahrhundert und basiert auf einem Vorgängerbau aus dem 13. Jahrhundert. 1984 stürzte ein Teil des Turms ein, der daraufhin gesprengt wurde. Ein Jahr später errichtete man das erste Joch neu und baute den Turm aus Stahlbeton wieder auf. Er ist 78,5 Meter hoch und trägt das größte Geläut Vorpommerns. | Weitere Bilder                                                                                    |
|    | (Karte)                                                          | Kirche St. Nikolai | Die Kirche gilt als die größte Feldsteinkirche in Mecklenburg-Vorpommern und stammt aus dem 12. Jahrhundert. Sie wurde mehrfach zerstört und wieder aufgebaut. 1615 erhielt sie einen Turm im Stil der Renaissance. | Kirche St. Nikolai                                                                                |
|    | (Karte)                                                          | Katholische Kirche St. Otto (Marktstraße) | Die Kirche ist das jüngste Sakralgebäude der Stadt und wurde 1885 dem pommerschen Bischof Otto von Bamberg geweiht. | Katholische Kirche St. Otto (Marktstraße)                                                         |
|    | Kleine Kirchenstraße                                             | Straßenpflaster im Bereich zwischen Baustraße und Marktstraße | |                                                                                                   |
|    | Marktstraße 37 (Karte)                                           | Wohnhaus | |                                                                                                   |
|    | Marktstraße 50 (Karte)                                           | Wohn- und Geschäftshaus mit Nebengebäude | |                                                                                                   |
|    | Marktstraße 61 (heute: Marktstraße 44) (Karte)                   | Post mit eingeschossigem Nebengebäude | Postgebäude erbaut 1892 als Reichspostamt des Deutschen Kaiserreiches. Eingeschossiges Nebengebäude an der Kleinen Kirchenstraße zwischen Postamt und Jagdschlösschen bereits nach 1720 erbaut, wo es zwischen ca. 1720 und 1786 als königlicher Pferdestall für die durchreisenden Könige von Preußen diente. Während des Zweiten Weltkrieges schwere Beschädigungen des Postgebäudes, teilweise ausgebrannt. Wiederaufbau nach 1945 in stark vereinfachter Form ohne gestaffelte Fenstergiebel über den Risaliten. Zu DDR-Zeiten Postgebäude 1964 durch einen zweigeschossigen Anbau an der Südseite erweitert. Durchgehend von der Erbauung bis in die 2000er Jahre als Postamt genutzt. Danach Ende der 2000er in ein Wohn- und Geschäftshaus umgebaut. | Post mit eingeschossigem Nebengebäude                                                             |
|    | (Karte)                                                          | Mordkreuz auf dem Marienkirchof | Errichtet im 14. Jh., in Erinnerung an das vom 14. bis 16. Jh. in und um Pasewalk lebende und sehr wohlhabende Rittergeschlecht derer von Lindtstedt. | Mordkreuz auf dem Marienkirchof                                                                   |
|    | Mühlenstraße                                                     | Straßenpflaster im Bereich zwischen Ueckerstraße und Pulverturm | |                                                                                                   |
|    | Mühlenstraße 10 (heute: Mühlenstraße 17) (Karte)                 | Pfarrhaus, katholisches | Pfarrhaus der katholischen Pfarrgemeinde der Kirche St. Otto. | Pfarrhaus, katholisches                                                                           |
|    | Mühlenstraße 15/16 (Karte)                                       | Wohnhaus | |                                                                                                   |
|    | Mühlenstraße 25 (Karte)                                          | Wohnhaus | |                                                                                                   |
|    | Oskar-Picht-Straße 62 (Karte)                                    | Wohnhaus | |                                                                                                   |
|    | Prenzlauer Chaussee (Karte)                                      | Mühle | |                                                                                                   |
|    | Prenzlauer Chaussee (Karte)                                      | Parkanlage mit „Liebesgrotte“ | Der Park entstand auf Initiative des Bürgermeisters Albert Will im Jahr 1898 östlich der Prenzlauer Chaussee als erste Parkanlage der Stadt. Im nordöstlichen Teil befindet sich seit 1903 zu Ehren des Bürgermeisters die Liebesgrotte, eine aus Tuff erbaute Höhlenformation mit Gedenktafel, sowie im südlichen Teil ein Goldfischteich. Auf Initiative des Kaufmanns Emil Krüger wurde die Parkanlage 1913 nach Süden um den später nach ihm benannten „Krügerpark“ erweitert und später nach seinem Tod durch einen 1929 ihm zu Ehren errichteten Gedenkstein ergänzt. Beide Teile des Parks bilden so seit 1913 den „Bürgerpark“. | Parkanlage mit „Liebesgrotte“                                                                     |
|    | Prenzlauer Chaussee (Karte)                                      | Wasserturm (am Krankenhaus) | | Wasserturm (am Krankenhaus)                                                                       |
|    | Prenzlauer Chaussee 9 (Karte)                                    | Wohnhaus | |                                                                                                   |
|    | Prenzlauer Chaussee 10 (Karte)                                   | Wohnhaus | |                                                                                                   |
|    | Prenzlauer Chaussee 11 (Karte)                                   | Wohnhaus | |                                                                                                   |
|    | Prenzlauer Chaussee 12 (Karte)                                   | Wohnhaus | |                                                                                                   |
|    | Prenzlauer Straße 15 (heute: Prenzlauer Chaussee 30) (Karte)     | Krankenhaus | Ursprünglich als großes Landeskrankenhaus mit Militärlazarett geplant. 1951 bis 1955 Bau eines ersten Teilblockes. Fertigstellung des Baus von 1957 bis 1961 als Kreiskrankenhaus des Kreises Pasewalk. 2002 bis 2007 umfassende Sanierung und Erweiterung zu einem Krankenhaus mit medizinischer Grund- und Regelversorgung. | Krankenhaus                                                                                       |
|    | Prenzlauer Straße 17 (Karte)                                     | Krankenhaus „Rotes Hospital“ | Das Gebäude im Stil der Neoromanik entstand 1851 als Erweiterungsbau der „Geistlichen Stiftung St. Georg und St. Spiritus zu Pasewalk“. Es bot Platz für 16 Wohnungen und erhielt seinen Namen nach den roten Klinkersteinen mit denen es erbaut wurde. Anfang des 21. Jahrhunderts entstanden 12 Wohneinheiten, die zum Betreuten Wohnen genutzt werden. | Krankenhaus „Rotes Hospital“                                                                      |
|    | Prenzlauer Straße 19 (Karte)                                     | Haustür mit Oberlicht | |                                                                                                   |
|    | Prenzlauer Straße 19a                                            | Haustür mit Oberlicht | |                                                                                                   |
|    | Prenzlauer Straße 19b                                            | Haustür mit Oberlicht | |                                                                                                   |
|    | Prenzlauer Straße 21a (Karte)                                    | Wohnhaus | |                                                                                                   |
|    | Prenzlauer Straße 22 (Karte)                                     | Wohnhaus | |                                                                                                   |
|    | Prenzlauer Straße 24 (Karte)                                     | Wohnhaus | |                                                                                                   |
|    | Prenzlauer Straße 25 (Karte)                                     | Haustür | |                                                                                                   |
|    | Prenzlauer Straße 27 (Karte)                                     | Wohnhaus | |                                                                                                   |
|    | Ringstraße 10 (Karte)                                            | Haustür mit Oberlicht | |                                                                                                   |
|    | Ringstraße 10a                                                   | Haustür mit Oberlicht | |                                                                                                   |
|    | Ringstraße 15                                                    | Wohnhaus | |                                                                                                   |
|    | Ringstraße 32                                                    | Haustür mit Oberlicht | |                                                                                                   |
|    | Ringstraße 33                                                    | Wohnhaus | |                                                                                                   |
|    | Ringstraße 34                                                    | Wohnhaus | |                                                                                                   |
|    | Ringstraße/Große Ziegelstraße (heute: Ringstraße 121) (Karte)    | Villa (Knobelsdorf) mit Toreinfahrt | Erbaut 1897 für den Kommandeur des in Pasewalk stationierten Kürassier-Regiments „Königin“ (Pommersches) Nr. 2 und nach dem mehrmaligen Regiments-Kommandeur Hans Wilhelm von Knobelsdorff benannt, der noch bis 1945 in der Villa wohnte. Heute beherbergt sie das gleichnamige Hotel mit Restaurant. | Villa (Knobelsdorf) mit Toreinfahrt                                                               |
|    | Ringstraße/Klosterstraße/Gartenstraße (Karte)                    | Turnhalle | Erbaut 1863 als Reithalle für das Kürassier-Regiment. 1908 durch die Stadt als Städtische Turnhalle übernommen und für die Nutzung durch die Schulen der Stadt übergeben. | Turnhalle                                                                                         |
|    | Ringstraße/Roßstraße (Karte)                                     | Wurstfabrik | |                                                                                                   |
|    | Ringstraße/Schulstraße (Karte)                                   | Offizierskasino mit Toreinfahrt und Kürassierpark | Das Offizierskasino entstand zwischen 1867 und 1869 für das Kürassier-Regiment „Königin“ (Pommersches) Nr. 2 zusammen mit einer Parkanlage. Das Gebäude wurde 1951 und 1952 erweitert, ein Teil in den 1990er Jahren als Restaurant und Diskothek genutzt und steht im 21. Jahrhundert leer. | Offizierskasino mit Toreinfahrt und Kürassierpark                                                 |
|    | Rosa-Luxemburg-Straße (heute: An der Kürassierkaserne 6) (Karte) | Hospital St. Georg | Ersterwähnung 1380. Gelegentlich auch als St.-Jürgen-Hospital bezeichnet. Diente im frühen Mittelalter als Kranken- und Siechenhaus, welches sich südlich außerhalb der Stadt, vor den Stadtmauern befand. Es wurde 1657 im Zweiten Polnisch-Schwedischen Krieg schwer beschädigt und erst um 1740 wiederaufgebaut. 1806 wurde es mit dem Hospital St. Spiritus zur „Geistlichen Stiftung St. Georg und St. Spiritus“ zusammengelegt. | Hospital St. Georg                                                                                |
|    | Rosa-Luxemburg-Straße (heute: An der Kürassierkaserne 9) (Karte) | Kasernenanlage mit Haupthaus (Block 4), Wache (Nr.), Stabsgebäude (Block 9), Hauptgebäude der Standortverwaltung, ehem. Gefängnis (heute verputzt), Stall an der Scheringer Straße, ehem. Pferdeställe (Block 15, 18, 19 und 20; u-förmige Anlage), Schmiede (Nr. 25), Küchengebäude (Block 3), Mauer zwischen Block 29 und 30 und die östliche Fortsetzung, Mauer zur Rosa-Luxemburg-Straße (beidseitig) und Gedenkstätte „Horst Viedt“ | Kasernenanlage erbaut 1879 bis 1882 und 1899 bis 1900 als Ziegelrohbau im neogotischen Stil mit Wohnkasernen, Schlafsälen, Pferdeställen, Kasino, Speisesaal, Lazarett, Schmiede, Werkstätten und Arresthaus anfangs für vier, später fünf Eskadronen des Kürassier-Regiments „Königin“ (Pommersches) Nr. 2. Damit Ende der seit 1721, mit der Stationierung des ersten Dragoner-Regiments in Pasewalk, bestehenden Bürgereinquartierung der Soldaten bei Einwohnern in der Stadt. Dreistöckige Wohnkaserne umfasst Länge von 229,50 Metern. Gesamter Kasernenkomplex umschloss ursprünglich Innenhof mit Reitbahnen, Fußexerzier- und Reitplätzen von 218 × 105 Metern. 1901 zusätzlich Errichtung Kranken- und Quarantänestall für Pferde gegenüber Kaserne. Nach Auflösung Kürassier-Regiment 1919, kurzzeitig Bildung Reichswehr-Kavallerie-Regiment Nr. 2 und ab 1920 des 6. (Preußischen) Reiter-Regiments der Reichswehr u. a. aus Dragoner-Regiment „von Arnim“ (2. Brandenburgisches) Nr. 12 und Stationierung zwei Eskadronen des neuen Reiter-Regiments in Kaserne. 1924 Aufstellung Gedenkstein für Gefallene des Dragoner-Regiments „von Arnim“ (nach 1945 Denkmal entfernt?) sowie Bau weiteres Kasernengebäude für medizinische und Essensversorgung. 1934 Verlegung Reiter-Regiment und Stationierung Reichswehr-Nachrichten-Abteilung Nr. 2 dort. Damit Ende 213-jährige Geschichte Pasewalks als Reiterstadt. Von 1945 bis 1949 Stationierung verschiedener Einheiten der Roten Armee im Kasernenkomplex und 1949 bis 1956 Nutzung durch Kasernierte Volkspolizei (KVP) der DDR. 1956 Übernahme Kasernenanlagen durch neugegründete Nationale Volksarmee (NVA) der DDR und 1956 bis 1960 Bau weiteres Kasernengebäude (nach 1990 wieder abgerissen). Zwischen 1956 und 1990 verschiedene NVA-Einheiten in Kaserne untergebracht, davon Pionier-Bataillon Nr. 5 „Horst Viedt“ und Bataillon Chemische Abwehr Nr. 5 für längere Zeit in Pasewalk stationiert. Zu DDR-Zeiten Benennung Kaserne nach ehemaligem Mitglied Nationalkomitee Freies Deutschland (NKFD), „Horst Viedt“ (* 1921 † 1945) und Errichtung Gedenkstätte für ihn. Denkmal nach 1990 entfernt. 1990 noch kurzzeitige Übernahme Kasernenkomplex durch Bundeswehr und Nutzung als Depot vor endgültiger Schließung 1991. Damit nach 270 Jahren Ende Geschichte Pasewalks als Garnisonsstadt. Nach Beginn Sanierung 1997, Nutzung Hauptgebäude Kaserne 1998 bis 2011 als Sitz Landratsamt Landkreis Uecker-Randow und seit 2011 als Außenstelle Landratsamt Landkreis Vorpommern-Greifswald. Nach Abriss gesamter nördlicher Teil Pferdestallanlagen, Nutzung verbliebener südlicher, u-förmiger Teil der Anlage seit 2001 als Kulturforum „Historisches U“ für Veranstaltungen, Ausstellungen, Tagungen und Messen. | Weitere Bilder                                                                                    |
|    | Roßstraße 12 (Karte)                                             | Wohnhaus | |                                                                                                   |
|    | Schulstraße 5 (Karte)                                            | Wohnhaus | |                                                                                                   |
|    | Speicherstraße 3 (Karte)                                         | Speicher | Ehemaliges Königliches Proviantamt mit Proviantspeicher des Regiments. | Speicher                                                                                          |
|    | (Karte)                                                          | Stadtbefestigung mit Stadtmauer, Mühlentor, Prenzlauer Tor, Turm „Kiek in de Mark“ und Pulverturm | | Stadtbefestigung mit Stadtmauer, Mühlentor, Prenzlauer Tor, Turm „Kiek in de Mark“ und Pulverturm |
|    | Stettiner Chaussee (Karte)                                       | Mecklenburg’s Ruhe | Zwischen 1865 und 1867 als erste Grünanlage der Stadt angelegt. 1934 Errichtung des „Mecklenburg-Steins“. | Mecklenburg’s Ruhe                                                                                |
|    | Straße der Befreier 21                                           | Wohnhaus | |                                                                                                   |
|    | Straße der Befreier 22                                           | Wohnhaus | |                                                                                                   |
|    | Straße der Befreier 37                                           | Wohnhaus | |                                                                                                   |
|    | Straße der Befreier 41                                           | Wohnhaus | |                                                                                                   |
|    | Ueckerstraße 1 (Karte)                                           | Alten- und Pflegeheim (zum Hospital St. Spiritus gehörig) | Das Hospital St. Spiritus wurde vermutlich durch die Pommernherzöge aus dem Greifengeschlecht in der zweiten Hälfte des 13. Jahrhunderts gegründet, nach dem Vorbild von Santo Spirito in Sassia in Rom. 1416 wurde es erstmals urkundlich erwähnt. Das auch als „Schwarzes Hospital“ bezeichnete Gebäude ist heute das vermutlich älteste Bauwerk der Stadt. | Alten- und Pflegeheim (zum Hospital St. Spiritus gehörig)                                         |
|    | Ueckerstraße 2 (Karte)                                           | Alten- und Pflegeheim (zum Hospital St. Spiritus gehörig) | |                                                                                                   |
|    | Ueckerstraße 23 (Karte)                                          | Wohn- und Geschäftshaus („Neue Apotheke“) | Erbaut 1895. | Wohn- und Geschäftshaus („Neue Apotheke“)                                                         |
|    | Ueckerstraße 24 (Karte)                                          | Wohnhaus | |                                                                                                   |
|    | Ueckerstraße 52 (heute: Ueckerstraße 24) (Karte)                 | Kaufhaus | Erbaut 1959. | Kaufhaus                                                                                          |
|    | Ueckerstraße (heute: Ueckerstraße/Am St. Spiritus) (Karte)       | Hospital St. Spiritus | Der Gebäudekomplex des Hospitals St. Spiritus in der Ueckerstraße besteht im 21. Jh. aus insgesamt vier Häusern und einem Anbau: Dem aus dem 13. Jh. stammenden ursprünglichen Gebäude des Hospitals St. Spiritus, einem in den 2000er Jahren daran errichteten Anbau, zwei Gebäuden aus dem Barock um 1740, sowie ein ebenfalls in den 2000er Jahren errichteter Neubau. |                                                                                                   |
|    | Ueckerstraße (Karte)                                             | Denkmal für Oskar Picht | Errichtet 1984 zwischen zwei Neubaublöcken in der Ueckerstraße in Form einer Büste auf einer Stele. 1999 demontiert, wurde die Büste als Dauerleihgabe an das Oskar-Picht-Gymnasium in der Grünstraße übergeben und dort an die Fassade neben dem Haupteingang zusammen mit einer Gedenktafel montiert. | Denkmal für Oskar Picht                                                                           |

### Papenbeck
| ID | Lage  | Bezeichnung | Beschreibung | Bild       |
| -- | ----- | ----------- | ------------ | ---------- |
|    | B 104 | Bauernhaus  |              | Bauernhaus |

## Ehemalige Baudenkmale

### Pasewalk
| ID | Lage                                            | Bezeichnung  | Beschreibung | Bild         |
| -- | ----------------------------------------------- | ------------ | --- | ------------ |
|    | Bahnhofstraße (Karte)                           | Hotel Uecker | Erbaut 1912/13 als Hotel „Monopol“ mit Kino im Untergeschoss. Während der DDR-Zeit um 1953 in „Hotel an der Uecker“ umbenannt und von der DDR-Handelsorganisation (HO) betrieben. Hotelbetrieb 1990 eingestellt. Nach Leerstand und Verfall im Jahr 2011 abgerissen. | Hotel Uecker |
|    | Bahnhofstraße/Haußmannstraße (Karte)            | Tankstelle   | Erbaut 1937. In den 1990er Jahren abgerissen. Heute kleiner Parkplatz und Grünfläche. | Tankstelle   |
|    | Mühlenstraße 1 (heute: Mühlenstraße 28) (Karte) | Villa        | Ehemalige Villa des Mühlenwerkbesitzers Hermann Stege. Verfällt seit den 1990ern stark und war Anfang 2018 einsturzgefährdet. 2018 abgerissen. | Villa        |

## Quelle
- Bericht über die Erstellung der Denkmallisten sowie über die Verwaltungspraxis bei der Benachrichtigung der Eigentümer und Gemeinden sowie über die Handhabung von Änderungswünschen (Stand: Juni 1997)